# Quando eravamo re
Quando eravamo re (When We Were Kings) è un film documentario del 1996, diretto da Leon Gast.
Nato come documentario sul concerto di musica soul che doveva precedere l'incontro di pugilato tra Muhammad Ali e il campione del mondo George Foreman, svoltosi a Kinshasa nello Zaire il 30 ottobre 1974, dopo una gestazione di ben ventidue anni divenne il ritratto di uno dei più grandi atleti del secolo.

## Trama
Il regista Leon Gast, attraverso interviste e filmati d'archivio, ricostruisce la carriera di Alì-Cassius Clay, il suo carisma e la battaglia per i diritti civili, soprattutto in favore degli afroamericani. Alì, nelle settimane che precedono l'incontro più difficile della sua carriera, si fa portavoce e simbolo del riscatto culturale e morale dell'intero popolo africano, affrontando una sfida difficilissima con un pugile più potente e più giovane di lui. George Foreman, anche se a sua volta nero, nell'immaginario del popolo zairese diventa subito il nemico da battere, simboleggiato nel grido «Alì, boma ye» («Ali uccidilo»), che accompagna gli allenamenti di Ali e che viene scandito dal pubblico durante l'incontro.

## Riconoscimenti
- 1997 - Premio Oscar
  - Miglior documentario a Leon Gast e David Sonenberg
- 1997 - Broadcast Film Critics Association Award
  - Miglior documentario
- 1997 - Independent Spirit Award
  - Truer Than Fiction Award
- 1996 - Los Angeles Film Critics Association Award
  - Miglior documentario
- 1996 - New York Film Critics Circle Award
  - Miglior documentario
- 1997 - National Society of Film Critics Award
  - Miglior documentario
- 1996 - Sundance Film Festival
  - Premio Speciale a Leon Gast
  - Nomination Miglior documentario a Leon Gast